# Борго Приоло
Борго Приоло (итал. Borgo Priolo) је насеље у Италији у округу Павија, региону Ломбардија.
Према процени из 2011. у насељу је живело 205 становника. Насеље се налази на надморској висини од 140 м.

## Становништво
| 1931. | 1936. | 1951. | 1961. | 1971. | 1981. | 1991. | 2001. | 2011. |
| ----- | ----- | ----- | ----- | ----- | ----- | ----- | ----- | ----- |
| 2.429 | 2.242 | 2.089 | 1.837 | 1.562 | 1.450 | 1.447 | 1.405 | 1.382 |